# LaMoure
LaMoure – miasto w Stanach Zjednoczonych, w stanie Dakota Północna, stolica hrabstwa LaMoure. W 2008 liczyło 835 mieszkańców.